# Nicola Berti
Nicola Berti (Salsomaggiore Terme, 14 aprile 1967) è un ex calciatore italiano, di ruolo centrocampista. Con la nazionale italiana è diventato vicecampione del mondo nel 1994.
Dopo gli esordi al Parma e un triennio alla Fiorentina, nel 1988 è approdato all'Inter, conquistando uno scudetto (1988-1989), una Supercoppa italiana (1989) e due Coppe UEFA (1990-1991 e 1993-1994); nel gennaio del 1998 si è trasferito al Tottenham, vincendo una Coppa di Lega inglese (1998-1999), per poi chiudere la carriera con le maglie di Alavés e Northern Spirit.
In nazionale ha disputato due campionati del mondo (Italia 1990 e Stati Uniti 1994), totalizzando 39 presenze e 3 reti.

## Biografia
Padre di Leonardo, nato nel 2006, e Lorenzo, nato nel 2008.
Cugino primo  da parte di madre dell'ex ciclista su strada Paolo Bossoni.

## Caratteristiche tecniche
Nato centrocampista centrale, veniva solitamente schierato da mediano o da interno; in nazionale ha ricoperto anche il ruolo di laterale destro. Dotato di buona visione di gioco e di un ottimo tiro dalla distanza, eccelleva per le capacità atletiche: instancabile nella corsa e nel pressing, risultava per gli avversari difficile da arginare quando partiva in progressione. Non eccelleva particolarmente dal punto di vista tattico. In carriera è stato afflitto da numerosi infortuni che ne hanno limitato il rendimento.

## Carriera

### Giocatore

#### Club

Berti con in mano la seconda Coppa UEFA della storia interista conquistata nel 1994

Cresciuto a Parma, dopo l'esperienza ai ducali tra Serie C1 e B si trasferisce nell'estate 1985 alla Fiorentina, dove l'allenatore Aldo Agroppi lo fa esordire in prima squadra; segna due reti a Inter e Juventus. Nell'estate 1988 viene ceduto per 7,2 miliardi di lire all'Inter, di cui diverrà un simbolo. La sua prima stagione in nerazzurro (1988-1989) lo vede vincitore dello scudetto, cui contribuisce con ottime prestazioni.

Berti (in piedi, terzo da sinistra) nella Fiorentina 1987-1988

Con la maglia nerazzurra, il 23 novembre 1988 a Monaco di Baviera è autore di una rete di pregevole fattura contro il Bayern, nella gara d'andata degli ottavi di Coppa UEFA: in tale occasione anticipa un avversario dando avvio a un'azione in contropiede che lo vede percorrere tutto il campo e scavalcare il portiere tedesco Aumann, depositando il pallone in rete e suggellando la vittoria, vanificata però due settimane più tardi dalla sconfitta 1-3 subita a San Siro nella gara di ritorno.
Con l'Inter ha vinto per due volte la Coppa UEFA: in finale con la Roma nel 1991 provoca il rigore e segna il raddoppio. Nel 1994 in finale col Casino Salisburgo segna in trasferta il gol-partita, nel ritorno l'Inter vincerà 1-0.
Dopo l'esperienza in nerazzurro, gioca con Tottenham, Alavés e Northern Spirit, ritirandosi nel 2000.

#### Nazionale

Berti, assieme a Paolo Maldini, con la maglia dell' al, in marcatura su Tomáš Skuhravý.

Dopo aver militato nell'Italia under 21, è stato convocato per disputare il campionato d'Europa 1988 con la nazionale maggiore, ma non ha potuto prendervi parte a causa di un intervento chirurgico. Il 19 ottobre 1988, a 21 anni, ha esordito in azzurro nella partita amichevole Italia-Norvegia (2-1) disputata a Pescara, venendo chiamato in sostituzione dell'infortunato Carlo Ancelotti. Il successivo 22 dicembre, contro la Scozia (2-0), ha realizzato il suo primo gol, sempre in amichevole.
In seguito ha partecipato ai campionati del mondo del 1990, scendendo in campo quattro volte, e del 1994, disputando tutte le sette gare dell'Italia, compresa la finale persa ai rigori contro il Brasile, giocata da titolare.
Suo il lancio molto preciso, nei quarti di finale contro la Spagna ad Usa '94, che ha consentito a Giuseppe Signori di fornire l'assist per il gol decisivo di Roberto Baggio.
È rimasto nel giro azzurro fino al 1995, totalizzando 39 presenze e 3 reti sotto le gestioni dei CT Azeglio Vicini e Arrigo Sacchi.

### Dopo il ritiro
A novembre 2014 è approdato al canale Agon Channel da giudice di un talent show sul calcio condotto da Simona Ventura, insieme a Fabio Galante e Fulvio Collovati.

## Statistiche

### Presenze e reti nei club
| Stagione          | Squadra           | Campionato        | Campionato | Campionato | Coppe nazionali | Coppe nazionali | Coppe nazionali | Coppe continentali | Coppe continentali | Coppe continentali | Altre coppe | Altre coppe | Altre coppe | Totale | Totale |
| Stagione          | Squadra           | Comp              | Pres       | Reti       | Comp            | Pres            | Reti            | Comp               | Pres               | Reti               | Comp        | Pres        | Reti        | Pres   | Reti   |
| ----------------- | ----------------- | ----------------- | ---------- | ---------- | --------------- | --------------- | --------------- | ------------------ | ------------------ | ------------------ | ----------- | ----------- | ----------- | ------ | ------ |
| 1982-1983         | Parma             | C1                | 1          | 0          | CI-C            | 4               | 2               | -                  | -                  | -                  | -           | -           | -           | 5      | 2      |
| 1983-1984         | Parma             | C1                | 0          | 0          | CI+CI-C         | 2+1             | 0+0             | -                  | -                  | -                  | -           | -           | -           | 3      | 0      |
| 1984-1985         | Parma             | B                 | 27         | 0          | CI              | 4               | 0               | -                  | -                  | -                  | -           | -           | -           | 31     | 0      |
| Totale Parma      | Totale Parma      | Totale Parma      | 28         | 0          |                 | 11              | 2               |                    | -                  | -                  |             | -           | -           | 39     | 2      |
| 1985-1986         | Fiorentina        | A                 | 28         | 3          | CI              | 9               | 0               | -                  | -                  | -                  | -           | -           | -           | 37     | 3      |
| 1986-1987         | Fiorentina        | A                 | 27         | 4          | CI              | 3               | 0               | CU                 | 1                  | 0                  | -           | -           | -           | 31     | 4      |
| 1987-1988         | Fiorentina        | A                 | 25         | 1          | CI              | 3               | 0               | -                  | -                  | -                  | -           | -           | -           | 28     | 1      |
| Totale Fiorentina | Totale Fiorentina | Totale Fiorentina | 80         | 8          |                 | 15              | 0               |                    | 1                  | 0                  |             | -           | -           | 96     | 8      |
| 1988-1989         | Inter             | A                 | 32         | 7          | CI              | 6               | 0               | CU                 | 6                  | 2                  | -           | -           | -           | 44     | 9      |
| 1989-1990         | Inter             | A                 | 29         | 5          | CI              | 4               | 0               | CC                 | 1                  | 0                  | SI          | 1           | 0           | 35     | 5      |
| 1990-1991         | Inter             | A                 | 30         | 4          | CI              | 4               | 1               | CU                 | 11                 | 4                  | -           | -           | -           | 45     | 9      |
| 1991-1992         | Inter             | A                 | 30         | 1          | CI              | 5               | 1               | CU                 | 2                  | 0                  | -           | -           | -           | 37     | 2      |
| 1992-1993         | Inter             | A                 | 32         | 4          | CI              | 6               | 0               | -                  | -                  | -                  | -           | -           | -           | 38     | 4      |
| 1993-1994         | Inter             | A                 | 9          | 2          | CI              | 0               | 0               | CU                 | 4                  | 2                  | -           | -           | -           | 13     | 4      |
| 1994-1995         | Inter             | A                 | 30         | 5          | CI              | 7               | 1               | CU                 | 2                  | 0                  | -           | -           | -           | 39     | 6      |
| 1995-1996         | Inter             | A                 | 10         | 0          | CI              | 2               | 1               | CU                 | 1                  | 0                  | -           | -           | -           | 13     | 1      |
| 1996-1997         | Inter             | A                 | 23         | 1          | CI              | 7               | 0               | CU                 | 8                  | 0                  | -           | -           | -           | 38     | 1      |
| 1997-gen. 1998    | Inter             | A                 | 4          | 0          | CI              | 4               | 0               | CU                 | 2                  | 0                  | -           | -           | -           | 10     | 0      |
| Totale Inter      | Totale Inter      | Totale Inter      | 229        | 29         |                 | 45              | 4               |                    | 37                 | 8                  |             | 1           | 0           | 312    | 41     |
| gen.-giu. 1998    | Tottenham         | PL                | 17         | 3          | FACup+CdL       | 2+-             | 0+-             | -                  | -                  | -                  | -           | -           | -           | 19     | 3      |
| 1998-gen. 1999    | Tottenham         | PL                | 4          | 0          | FACup+CdL       | 0+1             | 0+0             | -                  | -                  | -                  | -           | -           | -           | 5      | 0      |
| Totale Tottenham  | Totale Tottenham  | Totale Tottenham  | 21         | 3          |                 | 3               | 0               |                    | -                  | -                  |             | -           | -           | 24     | 3      |
| gen.-giu. 1999    | Alavés            | PD                | 8          | 1          | CR              | -               | -               | -                  | -                  | -                  | -           | -           | -           | 8      | 1      |
| 2000              | Northern Spirit   | NSL               | 8          | 1          | -               | -               | -               | -                  | -                  | -                  | -           | -           | -           | 8      | 1      |
| Totale carriera   | Totale carriera   | Totale carriera   | 374        | 42         |                 | 74              | 6               |                    | 38                 | 8                  |             | 1           | 0           | 487    | 56     |

### Cronologia presenze e reti in nazionale
| Cronologia completa delle presenze e delle reti in nazionale ― Italia | Cronologia completa delle presenze e delle reti in nazionale ― Italia | Cronologia completa delle presenze e delle reti in nazionale ― Italia | Cronologia completa delle presenze e delle reti in nazionale ― Italia | Cronologia completa delle presenze e delle reti in nazionale ― Italia | Cronologia completa delle presenze e delle reti in nazionale ― Italia | Cronologia completa delle presenze e delle reti in nazionale ― Italia | Cronologia completa delle presenze e delle reti in nazionale ― Italia |
| Data                                                                  | Città                                                                 | In casa                                                               | Risultato                                                             | Ospiti                                                                | Competizione                                                          | Reti                                                                  | Note                                                                  |
| --------------------------------------------------------------------- | --------------------------------------------------------------------- | --------------------------------------------------------------------- | --------------------------------------------------------------------- | --------------------------------------------------------------------- | --------------------------------------------------------------------- | --------------------------------------------------------------------- | --------------------------------------------------------------------- |
| 19-10-1988                                                            | Pescara                                                               | Italia                                                                | 2 – 1                                                                 | Norvegia                                                              | Amichevole                                                            | -                                                                     |                                                                       |
| 16-11-1988                                                            | Roma                                                                  | Italia                                                                | 1 – 0                                                                 | Paesi Bassi                                                           | Amichevole                                                            | -                                                                     | 81’                                                                   |
| 22-12-1988                                                            | Perugia                                                               | Italia                                                                | 2 – 0                                                                 | Scozia                                                                | Amichevole                                                            | 1                                                                     |                                                                       |
| 22-2-1989                                                             | Pisa                                                                  | Italia                                                                | 1 – 0                                                                 | Danimarca                                                             | Amichevole                                                            | -                                                                     |                                                                       |
| 25-3-1989                                                             | Vienna                                                                | Austria                                                               | 0 – 1                                                                 | Italia                                                                | Amichevole                                                            | 1                                                                     |                                                                       |
| 29-3-1989                                                             | Sibiu                                                                 | Romania                                                               | 1 – 0                                                                 | Italia                                                                | Amichevole                                                            | -                                                                     |                                                                       |
| 22-4-1989                                                             | Verona                                                                | Italia                                                                | 1 – 1                                                                 | Uruguay                                                               | Amichevole                                                            | -                                                                     |                                                                       |
| 26-4-1989                                                             | Taranto                                                               | Italia                                                                | 4 – 0                                                                 | Ungheria                                                              | Amichevole                                                            | 1                                                                     |                                                                       |
| 14-10-1989                                                            | Bologna                                                               | Italia                                                                | 0 – 1                                                                 | Brasile                                                               | Amichevole                                                            | -                                                                     |                                                                       |
| 15-11-1989                                                            | Londra                                                                | Inghilterra                                                           | 0 – 0                                                                 | Italia                                                                | Amichevole                                                            | -                                                                     |                                                                       |
| 21-12-1989                                                            | Cagliari                                                              | Italia                                                                | 0 – 0                                                                 | Argentina                                                             | Amichevole                                                            | -                                                                     |                                                                       |
| 14-6-1990                                                             | Roma                                                                  | Italia                                                                | 1 – 0                                                                 | Stati Uniti                                                           | Mondiali 1990 - 1º turno                                              | -                                                                     |                                                                       |
| 19-6-1990                                                             | Roma                                                                  | Italia                                                                | 2 – 0                                                                 | Cecoslovacchia                                                        | Mondiali 1990 - 1º turno                                              | -                                                                     |                                                                       |
| 25-6-1990                                                             | Roma                                                                  | Italia                                                                | 2 – 0                                                                 | Uruguay                                                               | Mondiali 1990 - Ottavi di finale                                      | -                                                                     | 52’                                                                   |
| 7-7-1990                                                              | Bari                                                                  | Italia                                                                | 2 – 1                                                                 | Inghilterra                                                           | Mondiali 1990 - Finale 3º posto                                       | -                                                                     | 64’                                                                   |
| 17-10-1990                                                            | Budapest                                                              | Ungheria                                                              | 1 – 1                                                                 | Italia                                                                | Qual. Euro 1992                                                       | -                                                                     | 86’                                                                   |
| 22-12-1990                                                            | Limassol                                                              | Cipro                                                                 | 0 – 4                                                                 | Italia                                                                | Qual. Euro 1992                                                       | -                                                                     |                                                                       |
| 12-6-1991                                                             | Malmö                                                                 | Danimarca                                                             | 0 – 2                                                                 | Italia                                                                | Torneo Scania 100 - Semifinale                                        | -                                                                     |                                                                       |
| 16-6-1991                                                             | Stoccolma                                                             | Italia                                                                | 1 – 1                                                                 | Unione Sovietica                                                      | Torneo Scania 100 - Finale                                            | -                                                                     |                                                                       |
| 25-9-1991                                                             | Sofia                                                                 | Bulgaria                                                              | 2 – 1                                                                 | Italia                                                                | Amichevole                                                            | -                                                                     | 46’                                                                   |
| 13-11-1991                                                            | Genova                                                                | Italia                                                                | 1 – 1                                                                 | Norvegia                                                              | Qual. Euro 1992                                                       | -                                                                     | 71’                                                                   |
| 21-12-1991                                                            | Foggia                                                                | Italia                                                                | 2 – 0                                                                 | Cipro                                                                 | Qual. Euro 1992                                                       | -                                                                     |                                                                       |
| 25-3-1992                                                             | Torino                                                                | Italia                                                                | 1 – 0                                                                 | Germania                                                              | Amichevole                                                            | -                                                                     | 90+1’                                                                 |
| 27-5-1994                                                             | Parma                                                                 | Italia                                                                | 2 – 0                                                                 | Finlandia                                                             | Amichevole                                                            | -                                                                     | 45’                                                                   |
| 3-6-1994                                                              | Roma                                                                  | Italia                                                                | 1 – 0                                                                 | Svizzera                                                              | Amichevole                                                            | -                                                                     |                                                                       |
| 11-6-1994                                                             | New Haven                                                             | Italia                                                                | 1 – 0                                                                 | Costa Rica                                                            | Amichevole                                                            | -                                                                     | 45’                                                                   |
| 18-6-1994                                                             | New York                                                              | Italia                                                                | 0 – 1                                                                 | Irlanda                                                               | Mondiali 1994 - 1º turno                                              | -                                                                     | 84’                                                                   |
| 23-6-1994                                                             | New York                                                              | Italia                                                                | 1 – 0                                                                 | Norvegia                                                              | Mondiali 1994 - 1º turno                                              | -                                                                     |                                                                       |
| 28-6-1994                                                             | Washington                                                            | Italia                                                                | 1 – 1                                                                 | Messico                                                               | Mondiali 1994 - 1º turno                                              | -                                                                     |                                                                       |
| 5-7-1994                                                              | Boston                                                                | Nigeria                                                               | 1 – 2 dts                                                             | Italia                                                                | Mondiali 1994 - Ottavi di finale                                      | -                                                                     | 46’                                                                   |
| 9-7-1994                                                              | Boston                                                                | Italia                                                                | 2 – 1                                                                 | Spagna                                                                | Mondiali 1994 - Quarti di finale                                      | -                                                                     | 66’                                                                   |
| 13-7-1994                                                             | New York                                                              | Italia                                                                | 2 – 1                                                                 | Bulgaria                                                              | Mondiali 1994 - Semifinale                                            | -                                                                     |                                                                       |
| 17-7-1994                                                             | Los Angeles                                                           | Brasile                                                               | 0 – 0 dts (3 – 2 dtr)                                                 | Italia                                                                | Mondiali 1994 - Finale                                                | -                                                                     | [ 11 ]                                                                |
| 7-9-1994                                                              | Maribor                                                               | Slovenia                                                              | 1 – 1                                                                 | Italia                                                                | Qual. Euro 1996                                                       | -                                                                     | 55’                                                                   |
| 21-12-1994                                                            | Pescara                                                               | Italia                                                                | 3 – 1                                                                 | Turchia                                                               | Amichevole                                                            | -                                                                     | 70’                                                                   |
| 25-3-1995                                                             | Salerno                                                               | Italia                                                                | 4 – 1                                                                 | Estonia                                                               | Qual. Euro 1996                                                       | -                                                                     | 70’                                                                   |
| 29-3-1995                                                             | Kiev                                                                  | Ucraina                                                               | 0 – 2                                                                 | Italia                                                                | Qual. Euro 1996                                                       | -                                                                     |                                                                       |
| 26-4-1995                                                             | Vilnius                                                               | Lituania                                                              | 0 – 1                                                                 | Italia                                                                | Qual. Euro 1996                                                       | -                                                                     |                                                                       |
| 21-6-1995                                                             | Zurigo                                                                | Italia                                                                | 0 – 2                                                                 | Germania                                                              | Torneo del Centenario della Federazione Svizzera                      | -                                                                     | 45’                                                                   |
| Totale                                                                |                                                                       | Presenze (71º posto)                                                  | 39                                                                    |                                                                       | Reti                                                                  | 3                                                                     |                                                                       |

## Palmarès

### Club

#### Competizioni nazionali
- Campionato italiano Serie C1: 1

Parma: 1983-1984
- Campionato italiano: 1

Inter: 1988-1989
- Supercoppa italiana: 1

Inter: 1989

#### Competizioni internazionali
- Coppa UEFA: 2

Inter: 1990-1991, 1993-1994